# South Cadbury
Koordinaten: 51° 2′ N, 2° 32′ W
South Cadbury ist ein Ort in der englischen Grafschaft Somerset, etwa zwölf Kilometer nordöstlich von Yeovil. Man vermutet, dass in der Gegend die Schlacht von Camlann stattgefunden hat (wie auch bei Camelford in Cornwall). Zudem könnte das nahegelegene Cadbury Castle das sagenhafte Camelot sein, der Herrschaftssitz von König Artus.